# William Bolitho Ryall
William Bolitho Ryall (1891–1930) était un journaliste, écrivain et biographe sud-africain. Il écrivait sous le nom de William Bolitho mais était connu de ses amis sous le nom de Bill Ryall.

## Biographie
Bill Ryall est né sous le nom de Charles William Ryall à Droitwich en janvier 1891. Son père était un pasteur baptiste né en Afrique du Sud, pays où le jeune Bill il a été emmené en bas âge. Il a ensuite changé son nom pour 'William Bolitho Ryall', qui était le nom de son oncle, mort en Afrique du Sud, et qui avait écrit le livre Pensam : His Mysterious Tribulation publié en 1883,. Avant de s’enrôler dans l’armée britannique, William est allé au séminaire de Gordonstown en Afrique du Sud et y est devenu diacre de l’Église anglicane. En 1916, il est enterré vivant avec quinze autres hommes dans l’explosion d’une mine dans la Somme. Il fut le seul survivant et on pensa initialement qu’il était mort, mais il n'était qu'inconscient avec une fracture du cou et d’autres blessures. Il a passé un an en convalescence dans un hôpital militaire écossais, mais n’a jamais complètement recouvré la santé depuis. Il fut un grand ami d'écrivains de renom tels qu'Ernest Hemingway, Noël Coward, Walter Lippmann et Walter Duranty.

## Journalisme
Après la guerre, il devient le correspondant parisien du Manchester Guardian pour lequel il couvre la conférence de paix de 1919 à Versailles. En 1920, il fait un reportage sur la rébellion communiste dans la vallée de la Ruhr en Allemagne. Cet incident devient plus tard le sujet de sa pièce de théâtre intitulée Overture. En 1923, il est nommé correspondant du New York World. En 1924, il écrit sur les conditions de logement à Glasgow et ces dépêches sont publiées dans le World et dans le livre The Cancer of Empire. En 1925, il voyage à travers l’Italie pour interviewer des gens sous le régime de Mussolini et cela aboutit au livre Italy under Mussolini qui porte à la connaissance du public les abus du pouvoir fasciste. Ryall arrive à New York le 26 septembre 1928, après avoir navigué depuis Southampton sur le S.S. Homerio. Il rédige une colonne trois fois par semaine dans le New York World.

## Œuvres
- Leviathan, Londres: Chapman & Dodd, 1923.
- Cancer of Empire, Londres, New York: G. P. Putnam's Sons, 1924.
- Murder for Profit, première publication Septembre 1926. Londres : Jonathan Cape, 1933. The Travellers' library
- Italy under Mussolini,  New York: The Press Publishing Company, (New York World) 1926, Londres : The Macmillan Company, 1926.
- Twelve against the Gods: The Story of Adventure, Londres : William Heinemann Ltd, 1930, Harmondsworth: Penguin Books, 1939. Penguin Books. no. 230.
- Camera Obscura, avec préface de Noël Coward, William Heinemann: Londres; [printed in U.S.A., 1931.]
- Overture, drame en trois actes, New York, 1931, French's Standard Library Edition.